# 攔腰法
攔腰法（In medias res）是文學與藝術的敘事手法，故事從某個中間點開始闡述，而不是從最初（參見ab ovo、ab initio）。攔腰法敘事令故事隨著戲劇性的行動開始，而非依序陳列角色與情景。In medias res（拉丁語發音：[ɪm mɛdiaːs reːs]）意為在事件中、從中間開始。
攔腰法為了填補背景故事，經常必須伴隨使用倒敘和跳敘以解說早前的事件、糾葛、登場人物、故事背景。最常見的情況，就是主軸故事的前傳、外傳、衍生。
例如荷馬的《奧德賽》，讀者先從奧德修斯被關押在卡里普索的島上了解他的旅程，然後在第6集與第7集發現早於敘事當下的更大部分旅程。此外諸如葡萄牙文學《盧濟塔尼亞人之歌》、德語文學《尼伯龍根之歌》、印度文學《摩訶婆羅多》、芬蘭文學《卡勒瓦拉》都是以攔腰法開始。維吉爾的《埃涅阿斯紀》仿效荷馬創作，其後有托爾夸托·塔索的《耶路撒冷的解放》、約翰·密爾頓的《失樂園》、但丁的《神曲》地獄篇。

## 語源
「In medias res」和「ab ovo」最早出於羅馬詩人賀拉斯著作《詩學》的第147至148行。他對史詩表示了以下意見：
Nor does he begin the Trojan War from the egg,
but always he hurries to the action, and snatches the listener into the middle of things. . . .
「他講特洛伊戰爭不從雙生蛋開始，總是趕著情節，並把聽者帶到事件的途中」。這裡的「蛋」指的是特洛伊戰爭的神話發端，海倫和克呂泰涅斯特拉因為勒達遭到化身成天鵝的宙斯強暴而誕生。

## 外部連結
- 维基词典中的词条「in medias res」